# Swir (1898)
"Swir" (ros. "Свирь") – holenderski, niemiecki, rosyjski, chiński, filipiński, amerykański, a następnie brytyjski statek
Wybudowano go w 1898 r. w stoczni holenderskiej kompanii "Smit & Sonn Kindeforijk" jako statek parowy (parochod). Początkowo nosił nazwę "Zwarte Zee". W 1903 r. został przekazany niemieckiej kompanii  "Diderichsen" w Kolonii. Od 1904 r. pływał pod nazwą "Swir" dla rosyjskiego towarzystwa akcyjnego "Flota Ochotnicza". Szybko jednak znalazł się pod zwierzchnictwem dowództwa marynarki wojennej z przyporządkowaniem na pocz. lutego 1905 r. do oddziału kontradm. Nikołaja I. Niebogatowa w składzie Floty Bałtyckiej. Podczas podróży na wody Cieśniny Koreańskiej pełnił zadania statku łącznikowego. Po bitwie pod Cuszimą ratował marynarzy z tonących okrętów (wyciągnął z wody część załogi krążownika pomocniczego "Ural" i parochoda-holownika "Ruś"). Jeden członek załogi "Swira" zginął. Po ogłoszeniu zawieszenia broni statek został internowany w porcie w Szanghaju. Pod koniec 1905 r. przybył do Władywostoku. Na pocz. 1906 r. włączono go do Syberyjskiej Flotylli Wojennej jako statek portowy. W listopadzie tego roku brał z oddziałkiem desantowym na pokładzie (2 podoficerów i 10 żołnierzy) udział w nieudanej ekspedycji wojskowej przeciwko hunhuzom na jednej z wysepek przy wybrzeżu rosyjskim. Po wybuchu I wojny światowej został uzbrojony w 4 działa 75 mm. Otrzymał status kanonierki. Podczas wojny domowej w Rosji wszedł w skład Flotylli Syberyjskiej Białych kontradm. Gieorgija K. Starka. Pod koniec września 1921 r. włączono go do oddziału starsziny wojskowego Waleriana I. Boczkariewa, który dokonał desantu w Ochocku. W październiku 1922 r. statek pod dowództwem por. S. W. Kurowa wraz z pozostałymi wypłynął z Władywostoku na Filipiny, gdzie został internowany. W 1924 r. sprzedano go firmie chińskiej w Hongkongu, a następnie jednemu z książąt filipińskich, który przemianował go na "Sugbo". Od 1928 r. pływał dla amerykańskiej kompanii pod nazwą "llo-llo". W listopadzie 1945 r. w stoczni w Kure został wyremontowany i sprzedany Brytyjczykom. W 1947 r. sprzedano go firmie chińskiej, po czym otrzymał nową nazwę "Yue Kwok".